# Apanteles coretas
Apanteles coretas är en stekelart som beskrevs av Nixon 1965. Apanteles coretas ingår i släktet Apanteles och familjen bracksteklar. Inga underarter finns listade i Catalogue of Life.